# Jerry Nolan
Jerry Nolan (New York, 7 maggio 1946 – New York, 14 gennaio 1992) è stato un batterista statunitense conosciuto soprattutto per aver suonato con i The New York Dolls  e gli The Heartbreakers, e inoltre per aver collaborato con Sid Vicious dei Sex Pistols.

## Biografia
Newyorkese, entrò nei The New York Dolls nell'autunno del 1972 per rimpiazzare Billy Murcia, che era morto per overdose durante un tour in Gran Bretagna agli inizi della carriera del gruppo. Nel 1973 The Dolls ottennero un buon contratto con la casa discografica Mercury Records. Nolan era un amico di infanzia di Peter Criss (batterista originale dei Kiss) che fece un'audizione per i New York Dolls nello stesso periodo.
Nolan suonò in tutti gli album dei Dolls (New York Dolls e Too Much Too Soon). Dopo alcuni litigi interni al gruppo e brevi collaborazioni con il manager dei Sex Pistols Malcolm McLaren, nella primavera del 1975 Nolan e Johnny Thunders lasciarono i Dolls e chiamarono il bassista Richard Hell (al momento con i Neon Boys e i Television) per formare gli Heartbreakers. Presto si aggiunse alla band Walter Lure, mentre Hell fu rimpiazzato da Billy Rath. Dopo la pubblicazione del solo album da studio L.A.M.F., Nolan lasciò la band perché riteneva che fosse stato mixato malamente. Continuò comunque a suonare con gli Heartbreakers, ma solo per le serate come "batterista in affitto".
Durante un tour con Johnny Thunders nel 1982, Nolan incontrò Charlotte Nedeby, che presto divenne sua moglie. Per tutto il 1980 Nolan andò e venne dalla Svezia, dove risiedeva prevalentemente, registrando un singolo con una vecchia canzone degli Heartbreakers Take a Chance with Me. Anche Johnny Thunders si trasferì in Svezia con la sua ragazza svedese Susanne. La loro collaborazione continuò fino al 1991, quando Johnny Thunders morì durante un soggiorno a New Orleans. Durante quel periodo Nolan collaborava con il cantante e autore Greg Allen e il bassista di Chicago Vin Earnshaw. Nolan sopravvisse al suo amico solo pochi mesi. Alla fine del 1991, infatti, Nolan fu ricoverato per meningite batterica e pneumotorace batterico al Saint Vincent's Hospital di New York. Qui, colpito da un infarto, entrò in coma per non riprendersi mai più, rimanendo nei suoi ultimi giorni attaccato al sistema di mantenimento in vita.

## Discografia

### New York Dolls
- 1973 – New York Dolls
- 1974 – Too Much Too Soon
- 1984 – Red Patent Leather

### The Heartbreakers
- 1977 – L.A.M.F.
- 1979 – Live at Max's Kansas City '79
- 1982 – D.T.K. - Live at the Speakeasy

### The Idols
- 1979 – You / Girl That I Love (singolo)

### Sid Vicious
- 1979 – Sid Sings
- 1993 – The Idols with Sid Vicious

### Jerry Nolan
- 1982 – Take a Chance / Pretty Baby (singolo)

### Jerry Nolan and the Plug Uglies
- 1991 – Jerry Nolan and the Plug Uglies